# Otávio Roth
Otávio Roth (São Paulo, 20 de outubro de 1952 - São Paulo, 30 de agosto de 1993) foi um artista visual, designer gráfico, pesquisador, professor e escritor. Ao longo de duas décadas de produção artística, transitou pelas artes gráficas e gravura, produção em papel e instalações de arte participativa. Também foi pioneiro na pesquisa, produção e disseminação de técnicas de papel artesanal no Brasil.   

## Direitos humanos
Produziu a primeira versão ilustrada da Declaração Universal dos Direitos Humanos (1978), em uma série de 30 xilogravuras. Exemplares de suas obras estão em exposição permanente nas sedes da Organização das Nações Unidas em Nova Iorque, Genebra e Viena desde 1981. Otávio também produziu versões ilustradas da Declaração em norueguês, espanhol, francês, dinamarquês, japonês e português, em técnicas variadas como crayon, aquarela e pulp painting.  
Otávio foi o primeiro artista a expor em vida na sede da ONU em Nova Iorque. Entre as décadas de 1970 e 1980, realizou projetos variados a convite da ONU e da Anistia Internacional, incluindo dois livros infantis feitos em parceria com a escritora Ruth Rocha,  encomendados pela ONU para disseminar temas de direitos humanos e sustentabilidade na educação infantil. Os livros “Declaração Universal dos Direitos Humanos para Crianças” e “Azul e Lindo, Planeta Terra Nossa Casa” foram traduzidos para mais de dez idiomas e utilizados por braços institucionais da ONU em diversos países. 

## Papel artesanal
Em 1979 fundou a primeira oficina de papel artesanal do Brasil, a Handmade, com a finalidade de produzir papéis de qualidade para uso artístico. Difundiu seus conhecimentos sobre papel e sobre a história do livro em cursos, palestras e oficinas.
Como consequência do trabalho como gravador e da curiosidade pela produção de ferramentas, tintas e suportes para suas obras, Otávio desenvolveu robusta pesquisa sobre papel artesanal, sendo precursor do uso da técnica no Brasil. No começo dos anos 1980, desenvolveu pesquisa no IPT. Na mesma época, realizaria a exposição “Criando papéis” (Masp, 1982 e MAM-RJ, 1982), a primeira exposição no país exclusivamente dedicada ao papel artesanal. 
A fim de expandir o acesso ao público sobre conhecimentos relativos ao papel, Otávio publicou “O que é Papel” (1983) pela Coleção Primeiros Passos, primeiro livro escrito em língua portuguesa sobre o assunto. Anos depois, publicou em co-autoria com Ruth Rocha a Coleção O Homem e a Comunicação, dedicada ao público infanto-juvenil.
Difundiu seus conhecimentos sobre papel e sobre a história do livro em cursos, palestras e oficinas, tendo influenciado fortemente a formação de papeleiros e pesquisadores do livro em todo o país, conforme relatado pela Profa. Thérèse Hofmann Gatti em “A história do papel artesanal no Brasil”.  Entre 1979 e 1986 realizou cursos livres em seu ateliê sobre a história da comunicação e da escrita e sobre a história e técnicas de feitura de papel artesanal. 
Ministrou cursos no Museu de Arte de São Paulo, Museu da Imagem e do Som (São Paulo), MAM-RJ, Projeto Axé (BA), UnB (DF), Ministério da Justiça e Segurança Pública, entre outros.
Em paralelo ao trabalho de pesquisa e disseminação das técnicas papeleiras, Otávio desenvolveu identidade artística própria como papeleiro e artista plástico. A partir da menor folha de papel artesanal que ele conseguiu produzir, chamada de Peninha, Otávio montou instalações de grandes proporções, prestigiadas em museus de diversos países, como Alemanha, Dinamarca, Japão, Estados Unidos e Brasil. Suas experimentações evoluíram para obras de arte colaborativas, amplamente exploradas no Brasil dos anos 1980. 

## Prêmios
Foi agraciado quatro vezes pelo Prêmio APCA: em 1979 como Melhor Gravador, em 1985 por sua pesquisa e em 1989 e 1991 como Melhor Ilustrador infanto-juvenil.
Publicou em co-autoria com Ruth Rocha a Coleção O Homem e a Comunicação (Ed. Melhoramentos), pela qual foi agraciado, em 1993, com o Prêmio Jabuti nas Categorias Melhor Coleção e Melhor Projeto Gráfico e com o Prêmio Monteiro Lobato de Literatura para a Infância e a Juventude (ABL). A coleção foi relançada em 2023 pela Companhia das Letrinhas em dois volumes : " O livro da história do livro" e "O livro da história da comunicação"Otávio Roth nasceu em São Paulo, em 1952. Morou em Nova Iorque, Londres, Oslo, Santa Rosa (CA) e São Paulo. Morreu em 30 de agosto de 1993 aos 40 anos.  